# Euphyia halisma
Euphyia halisma är en fjärilsart som beskrevs av William Schaus 1901. Euphyia halisma ingår i släktet Euphyia och familjen mätare. Inga underarter finns listade i Catalogue of Life.